# Teorema dels micos infinits

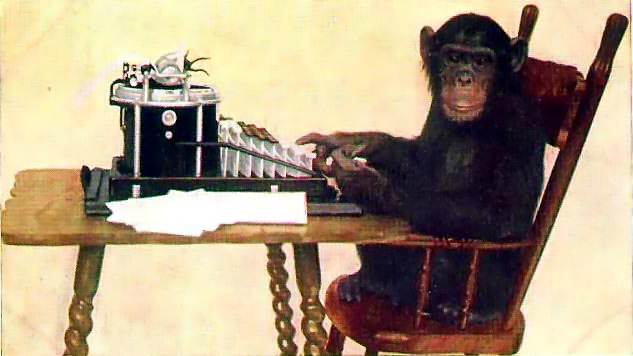
Donat prou de temps, un ximpanzé hipotètic picant a màquina a l'atzar, podria arribar a escriure un dels drames de Shakespeare

El teorema dels micos infinits és una proposta d'experiment mental que afirma que un mico picant tecles a l'atzar en una màquina d'escriure durant un temps infinit gairebé amb tota seguretat acabaria escrivint les obres completes de William Shakespeare.
En aquest context, «gairebé amb tota seguretat» és un terme matemàtic amb un significat precís, i «mico» no té un significat literal; és una metàfora d'un dispositiu abstracte que produeix una seqüència aleatòria de lletres i símbols ad infinitum. La probabilitat que un mico escrigui exactament una obra sencera com Hamlet de Shakespeare és tan petita que la possibilitat que es produeixi durant un període fins i tot centenars de milers d'ordres de magnitud més llarg que l'edat de l'univers és extremadament petita, però, de fet, no és zero. En canvi, la probabilitat que un mico escrigui aquesta obra disposant d'un temps infinit és exactament 1 (o, equivalentment, la probabilitat que no l'escrigui en un temps infinit és zero).
El tema relacionat de la generació automàtica a l'atzar de textos amb sentit també apareix en obres literàries com:
- Els viatges de Gulliver (1782) de Jonathan Swift. Al 3r llibre, durant la visita a la Gran Acadèmia de Lagado, un inventor intenta crear una llista completa de tot el coneixement amb una màquina que genera combinacions de lletres. Els seus deixebles anoten cada fragment que apareix que sembla que tingui sentit.
- El conte "La Biblioteca de Babel" de Jorge Luis Borges descriu una increïblement vasta biblioteca que consisteix en una successió de cambres hexagonals que contenen tots els possibles volums amb totes les possibles combinacions de les lletres de l'alfabet i alguns signes de puntuació. Es pregunta quin sentit poden tenir algunes pàgines seguides amb només signes de puntuació, i té la certesa que en algun lloc de la biblioteca hi ha un volum que ha d'explicar realment el sentit de l'univers.
- El conte "Expedició sexta, o com Trurl i Clapauci van crear un dimoni de segona classe per a vèncer el pirata Morros"" de Stanislaw Lem, dins del volum Ciberiada. Els constructors creen un dimoni que destil·la informació a partir dels moviments a l'atzar de les molècules d'un gas. Però resulta que la majoria d'informació, tot i que veraç, és irrellevant.